# Leif Eriksen
Leif Eriksen (1940. május 14. – 2024. január 31.) válogatott norvég labdarúgó, csatár, edző. Az 1963-as idény gólkirálya.

## Pályafutása

### Klubcsapatban
1958 és 1968 között a Vålerengen labdarúgója volt. Az 1965-ös idényben tagja volt a bajnokcsapatnak. Az 1963-as idényben 16 góllal az élvonal gólkirálya volt. 1969–70-ben az Eidsvold Turn együttesében szerepelt és a második idényben már a csapat edzője is volt. 1971–72-ben a Vålerengen játékos-edzője volt.

### A válogatottban
1964 és 1968 között négy alkalommal szerepelt a norvég válogatottban és egy gólt szerzett.

### Edzőként
1970-ben az Eidsvold Turn, 1971–72-ben a Vålerengen játékos-edzőjeként tevékenykedett. 1974–75-ben a Jevnaker IF, 1976 és 1978 között a Skeid Fotball szakmai munkáját irányította. 1979 és 1981 között, majd 1982-ben a Vålerengen vezetőedzője volt.

## Sikerei, díjai
Vålerengen
- Norvég bajnokság
  - bajnok: 1965
  - gólkirály: 1963 (16 gól)

## Statisztika

### Mérkőzései a norvég válogatottban
| Norvégia | Norvégia            | Norvégia                   | Norvégia   | Norvégia | Norvégia   | Norvégia         | Norvégia | Norvégia |
| #        | Dátum               | Helyszín                   | Hazai      | Eredmény | Vendég     | Kiírás           | Gólok    | Esemény  |
| -------- | ------------------- | -------------------------- | ---------- | -------- | ---------- | ---------------- | -------- | -------- |
| 1.       | 1964. május 13.     | Oslo, Ullevaal Stadion     | Norvégia   | 1 – 4    | Írország   | barátságos       | 1        | 20' 53'  |
| 2.       | 1967. június 1.     | Helsinki, Olimpiai Stadion | Finnország | 0 – 2    | Norvégia   | Északi bajnokság | -        | 77'      |
| 3.       | 1967. június 8.     | Oslo, Ullevaal Stadion     | Norvégia   | 1 – 2    | Portugália | Eb-selejtező     | -        |          |
| 4.       | 1968. augusztus 18. | Oslo, Ullevaal Stadion     | Norvégia   | 4 – 1    | Finnország | Északi bajnokság | -        | 46'      |
|          | Összesen            |                            |            | 4        | mérkőzés   |                  | 1        | gól      |